# Wirtschaftliche Betrachtungsweise
Die wirtschaftliche Betrachtungsweise (englisch substance over form) ist ein Grundsatz des Bilanz-, Handels- und Steuerrechts, wonach bilanzielle Sachverhalte im Zweifel nach dem wirtschaftlichen Ergebnis und weniger nach ihrer Form zu beurteilen sind.

## Allgemeines
Wirtschaftliche Sachverhalte beinhalten meist wirtschaftliche und rechtliche Aspekte, deren Ergebnis oft nicht übereinstimmt. Auch bei der Bilanzierung und Besteuerung können Geschäftsvorfälle nach rechtlichen oder wirtschaftlichen Kriterien beurteilt werden. Das trifft vor allem dort zu, wo Eigentum und Besitz an derselben Sache auseinanderfallen. Dann stellt sich bei steuer- und bilanzierungspflichtigen Unternehmen die Rechtsfrage, ob der Eigentümer oder Besitzer einen Vermögensgegenstand zu bilanzieren hat. Diese Vorrangfrage beantwortet das Handels- und Steuerrecht. Eine wirtschaftliche Betrachtungsweise ist dabei verfassungsrechtlich nicht zu beanstanden.
Im Rahmen der Interpretation handelsrechtlicher Normen stellt die wirtschaftliche Betrachtungsweise eine teleologische Auslegung von Gesetzesvorschriften dar und dient der Beurteilung von Sachverhalten. Geschäfte sind deshalb nach ihrem tatsächlichen wirtschaftlichen Gehalt (englisch actual substance) und nicht nach formal-rechtlichen Kriterien (englisch legal form) zu beurteilen und darzustellen.

## Handels- und Steuerrecht
Seit dem Bilanzrechtsmodernisierungsgesetz vom Mai 2009 regelt § 246 Abs. 1 Satz 2 HGB, dass Vermögensgegenstände in der Bilanz des Eigentümers aufzunehmen sind. Ist jedoch ein Vermögensgegenstand nicht dem Eigentümer, sondern einem anderen wirtschaftlich zuzurechnen, hat dieser ihn in seiner Bilanz auszuweisen. Diese Regelung findet sich konform im Steuerrecht, wonach gemäß § 39 AO zwar Wirtschaftsgüter dem Eigentümer zuzurechnen sind; wenn aber ein anderer Besitzer den Eigentümer im Regelfall für die gewöhnliche Nutzungsdauer von der Einwirkung auf das Wirtschaftsgut wirtschaftlich ausschließen kann, dann ist diesem Besitzer das Eigentum zuzurechnen.
Rechtswidrige und sittenwidrige Rechtsgeschäfte sind zwar rechtlich nichtig, müssen jedoch trotzdem der Besteuerung unterworfen werden, als wären sie rechtswirksam. Deshalb regeln § 40 AO und § 41 AO die steuerliche Wirksamkeit der an sich nichtigen Rechtsgeschäfte.

## Arten
Die wirtschaftliche Betrachtungsweise betrifft insbesondere Eigentumsvorbehalt, Sicherungsübereignung, Finanzierungsleasing oder Scheingeschäfte.
- Eigentumsvorbehalt: Betroffen sind seine Unterarten einfacher, verlängerter oder erweiterter Eigentumsvorbehalt. Eine Verbuchung des Warenausgangs beim Verkäufer darf bereits erfolgen, wenn das wirtschaftliche Eigentum an der Ware beim Käufer liegt, also wenn ihm die Ware mit Eigentumsvorbehalt geliefert wurde.[3] Entsprechend darf eine Verbuchung des Wareneingangs bereits beim Käufer erfolgen, wenn die Ware mit Eigentumsvorbehalt erworben wurde oder sie zur Verfügung des Käufers bei Dritten (Lagerhalter) lagert.[4]
- Sicherungsübereignung mit ihrer Variante Sicherungsübereignung von Kraftfahrzeugen: Bei der Sicherungsübereignung wird der Sicherungsnehmer formal zwar Eigentümer, er belässt jedoch dem Sicherungsgeber aufgrund eines Sicherungsvertrages den Besitz und die Nutzung, so dass letzterer als wirtschaftlicher Eigentümer gilt.
- Finanzierungsleasing (mit den Unterarten Sale-Lease-Back und Cross-Border-Leasing): Nach dem Leasing-Erlass[5] des Bundesministerium der Finanzen wird das Leasingobjekt beim Finanzierungsleasing dem Leasinggeber zugerechnet, wenn die Grundleasingzeit zwischen 40 % und 90 % der Nutzungsdauer beträgt und der Vertrag entweder nicht mit einem Optionsrecht ausgestattet ist oder bei vereinbarter Kaufoption einen Kaufpreis vorsieht, der größer oder gleich dem Restbuchwert ist oder eine Verlängerungsoption vorsieht und das Anschlussleasing höher ist als die lineare Abschreibungsrate des Listenpreises. Beim operativen Leasing ist das Leasingobjekt beim Leasinggeber zu aktivieren.
- Im Falle von echten Pensionsgeschäften sind die übertragenen Vermögensgegenstände (meist Anleihen oder Devisen) weiterhin in der Bilanz des Pensionsgebers auszuweisen, obwohl er sie veräußert hat; er hat in Höhe des für die Übertragung erhaltenen Betrags eine Verbindlichkeit gegenüber dem Pensionsnehmer zu passivieren (§ 340b Abs. 4 HGB).
- Wertpapierleihe: Trägt bei einer Wertpapierleihe der Darlehensnehmer die Kurschancen und Kursrisiken der überlassenen Wertpapiere, so spricht dies gegen einen Verbleib des wirtschaftlichen Eigentums beim Darlehensgeber.[6] Im Urteil stellte der Bundesfinanzhof (BFH) gleichzeitig fest, dass die an die Stelle der darlehensweise ausgereichten Wertpapiere getretene Rückübertragungsforderung vom Darlehensgeber erfolgsneutral mit dem Buchwert der Wertpapiere zu aktivieren ist.
- Scheingeschäfte: sind zivilrechtlich zwar nichtig, doch die aus ihnen resultierende Steuerpflicht bleibt gemäß § 41 Abs. 2 AO bestehen.

Auch in Fällen des Nießbrauchs können der bürgerlich-rechtliche Eigentümer eines Grundstücks oder grundstücksgleichen Rechts und der wirtschaftliche Eigentümer verschieden sein.

## Gestaltungsmissbrauch
Eine weitere Facette der wirtschaftlichen Betrachtungsweise liegt im sogenannten Gestaltungsmissbrauch. Dieser liegt vor, wenn die vertragliche Gestaltung nur gewählt wurde, um Steuern zu sparen. Die Besteuerung wird deshalb nicht an der missbräuchlich gewählten vertraglichen Gestaltung ausgerichtet, sondern danach, wie es bei einer den wirtschaftlichen Verhältnissen angemessenen Gestaltung der Fall gewesen wäre (§ 42 AO).

## International
In der Schweiz wird die wirtschaftliche Betrachtungsweise aus Art. 958 Abs. 1 OR abgeleitet, wonach die Rechnungslegung die wirtschaftliche Lage des Unternehmens so darstellen soll, dass sich Dritte ein zuverlässiges Urteil bilden können. Im österreichischen Abgabenrecht ist das Prinzip der wirtschaftlichen Betrachtungsweise in § 21 Bundesabgabenordnung (BAO) geregelt.
Gemäß IAS 1.20b ist vom Management sicherzustellen, dass die Rechnungslegung verlässliche Informationen enthält, die die Substanz der Geschäftsvorfälle wiedergibt und nicht deren rechtliche Form (englisch substance over form). Beim Eigentumsvorbehalt (englisch retention of title) wird deshalb die Ware nicht vom Lieferanten, sondern vom Käufer bilanziert. Die dem Sicherungseigentum entsprechende englische „Mobiliarhypothek“ (englisch chattel mortgage) (sec. 9 Bill of Sale Act) wird weiterhin beim Sicherungsgeber und nicht von Kreditinstituten bilanziert, auch wenn sie – anders als die Sicherungsübereignung – akzessorisch ist. Beim Finanzierungsleasing wird ein Kauf unterstellt, wenn alle Rechte und Pflichten auf den Leasingnehmer übergegangen sind oder eine Kaufoption mit einem über dem Restbuchwert liegenden Kaufpreis vorliegt. Das operative Leasing wird wie Miete beurteilt, so dass der Leasinggeber die Gegenstände zu aktivieren hat (IAS 17).

## Sonstiges
Nach § 2 Abs. 1 der Zinsinformationsverordnung gilt als „wirtschaftlicher Eigentümer“ jede natürliche Person, die eine Zinszahlung vereinnahmt oder zu deren Gunsten eine Zinszahlung erfolgt, es sei denn, sie weist nach, dass sie die Zahlung nicht für sich selbst vereinnahmt hat oder sie nicht zu ihren Gunsten erfolgt ist.